# IS-IS
Pour les articles homonymes, voir Isis (homonymie).
IS-IS (Intermediate system to intermediate system) est un protocole de routage interne multi-protocoles à états de lien. Ce protocole est défini dans la norme internationale ISO/CEI 10589:2002 de l'Open Systems Interconnection (OSI). Bien qu'IS-IS ne soit pas un standard internet, l'Internet Engineering Task Force (IETF) en a publié les spécifications dans la RFC 1142.

## Description
IS-IS est un protocole à état de liens utilisé à l'intérieur d'un autonomous system (RFC 1930). Les routeurs IS-IS maintiennent une vue topologique commune. La base de données topologique est construite individuellement et ensuite partagée entre tous les routeurs. Les paquets sont transmis par le plus court chemin. L'algorithme utilisé pour calculer les routes est l'algorithme SPF d'Edsger Dijkstra.

## Histoire
Le protocole IS-IS a été développé par Digital Equipment Corporation  dans le cadre de DECnet Phase V. Il a été ensuite standardisé par l'ISO en 1992 sous ISO 10589 pour la communication entre équipements réseau appelés Intermediate Systems (par opposition aux End Systems, les hôtes) par l'ISO. Le but d'IS-IS était de permettre le routage de datagrammes en utilisant la pile de protocole OSI appelée CLNS.
Le protocole a été développé à peu près en même temps que celui de l'IETF, OSPF. IS-IS a été ensuite développé pour permettre le routage de datagrammes IP. Cette version d'IS-IS est alors appelée Integrated IS-IS (RFC 1195), et permet également de router l'IPv6 (RFC 5308). Par la suite elle a encore évolué en Multi-Topology IS-IS (RFC 5120) pour permettre de router plusieurs protocoles en même temps en maintenant si besoin des topologies réseau différentes pour chacun (IPv4 et IPv6 notamment).
OSPF est le plus populaire des protocoles IGP, surtout dans les réseaux d'entreprises. IS-IS est moins bien connu et est utilisé dans des grands réseaux de fournisseurs de services.
IS-IS a bénéficié d'un regain de popularité plus récemment, et est devenu une solution de rechange possible à OSPF dans les réseaux d'entreprise. La stabilité et la scalabilité d'IS-IS sont des caractéristiques qui font que ce protocole est préféré chez les fournisseurs de service.

## Comparaison avec OSPF
IS-IS et OSPF sont deux protocoles de routage à états de lien qui utilisent l'algorithme de Dijkstra pour calculer les meilleurs chemins à travers un réseau, ils sont donc conceptuellement similaires. Les deux protocoles utilisent des tailles de masque de réseau variables et utilisent le multicast pour découvrir les routeurs voisins en utilisant des paquets hello, et les deux permettent l'authentification des mises à jour.
Cependant, tandis qu'OSPF est un protocole de routage IP uniquement, IS-IS est, à la base, un protocole de routage réseau OSI et n'utilise pas IP pour la transmission des messages.
Les routeurs IS-IS construisent une représentation topologique du réseau. Cette carte indique les sous-réseaux auxquels les routeurs IS-IS peuvent accéder, et le chemin de moindre coût vers chacun des sous-réseau est utilisé pour acheminer le trafic vers celui-ci.
OSPF, étant plus populaire, dispose d'une série d'extensions plus étendue que son rival. Cependant, IS-IS est plus économe et s'adapte mieux aux réseaux les plus étendus. À capacité identique, IS-IS peut fonctionner avec plus de routeurs dans une aire qu'OSPF. D'autre part, IS-IS est multi-protocoles, ce qui lui permet de router des paquets autres qu'IPv4, ce qui lui a permis notamment de s'adapter facilement à IPv6, tandis qu'OSPF a requis une révision majeure, OSPFv3, pour en être capable.
IS-IS diffère d'OSPF dans la manière dont les aires sont définies et routées. Les routeurs IS-IS sont Level 1 (dans une aire), Level 2 (entre aires) ou Level 1-2 (les deux). Les routeurs Level 2 sont des routeurs qui ne communiquent qu'avec d'autres routeurs Level 2, et, de même, les routeurs Level 1 ne communiquent qu'avec d'autres routeurs Level 1. Les routeurs Level 1-2 échangent des informations avec les deux types de routeurs. Dans OSPF, les interfaces appartiennent à une seule aire, et les routeurs Area Border Router (ABR) qui disposent d'interfaces dans plusieurs aires différentes forment la frontière de l'aire, tandis que dans IS-IS, la frontière de l'aire est l'interface elle-même, chaque routeur IS-IS faisant partie d'une seule aire. Il n'y a pas de notion d'aire 0 ou backbone area dans IS-IS comme il y en a dans OSPF, et à travers laquelle tout le trafic entre aires doit passer. OSPF crée une topologie d'aire logique en étoile, avec la dorsale constituée de l'aire 0, tandis que dans IS-IS la dorsale est composée des routeurs Level 2.

## Implémentations
- Quagga, une branche de GNU Zebra pour systèmes de type Unix.